# Iwano-Darjiwka
Iwano-Darjiwka (ukr. Івано-Дар'ївка) – wieś na Ukrainie, w obwodzie donieckim, w rejonie bachmuckim, w hromadzie Zwaniwka. W 2001 liczyła 29 mieszkańców.